# Жизнь как приговор
«Жизнь как приговор» (англ. Life (U.S. TV series)) — американский телевизионный сериал в жанре криминальной драмы. Сериал рассказывает о полицейском детективе из Лос-Анджелеса, который возвращается на службу после двенадцати лет, проведённых в тюрьме за преступление, которого он не совершал. Премьера сериала состоялась 26 сентября 2007 года на NBC. 4 мая 2009 года канал объявил о закрытии сериала. Всего за два сезона было показано 32 серии.
Первая серия сериала собрала у экранов 10,15 млн зрителей, среднее количество зрителей в первом сезоне составило 8,1 млн человек, во втором — 5,77 млн. Критики высоко оценили актёрскую игру Дэмиэна Льюиса, исполнившего главную роль — эксцентричного детектива Чарли Круза. Средняя оценка первого сезона на агрегаторе рецензий Metacritic составила 64 балла из 100, второго — 72 балла. В 2008 году сериал был награждён премией Американского института киноискусства.

## Сюжет
Полицейский Чарли Крюс был приговорён к пожизненному заключению за убийство своих друзей, которого он не совершал. В тюрьме он стал последователем дзэн-буддизма и параллельно постоянно подвергался избиению со стороны других заключённых из-за своей профессии. 12 лет спустя адвокату Чарли удаётся доказать, что на самом деле все улики, по которым Чарли был посажен, не имеют к нему никакого отношения, и Крюс, выйдя на свободу и получив многомиллионную компенсацию, вернулся в полицию на должность детектива убойного отдела. Он поселился в большом доме вместе со своим товарищем по тюрьме, бывшим финансовым мошенником Тедом. В напарники он получил детектива Дэни Риз, у которой сложные отношения с отцом, бывшим капитаном полицейского спецназа, и история борьбы с алкоголизмом и наркозависимостью. Крюс пытается перестроиться к своей новой жизни, а заодно найти настоящего убийцу и тех, кто его подставил.

## Актёры и персонажи
- Дэмиэн Льюис — детектив Чарли Круз
- Сара Шахи — детектив Дэни Риз, напарница Чарли
- Адам Эркин — Тед Эрли, друг и финансовый помощник Чарли
- Брент Секстон — офицер Бобби Старк, бывший напарник Чарли
- Робин Вайгерт — лейтенант Карен Дэвис, начальница Чарли и Дэни (в первом сезоне)
- Донал Лог — капитан Кевин Тидвелл, начальник Чарли и Дэни (во втором сезоне)
- Брук Лэнгтон — Констанс Гриффитс, адвокат Чарли
- Дженнифер Сибел — Дженнифер Коновер, бывшая жена Чарли
- Уильям Атертон — Микки Рейборн
- Виктор Риверс — капитан Джек Риз, отец Дэни
- Джессика Шрэм — Рэйчел Сейболт
- Шэшони Холл — агент ФБР Пол Боднер
- Чейнт Джонсон — Лиз Рэй
- Роджер Аарон Браун — детектив Карл Эймс
- Хелен Маккрори — Аманда Пюрье
- Габриэль Юнион — Джейн Сивер
- Кристина Хендрикс — Оливия
- Гаррет Диллахант — Роман Новиков
- Майкл Кудлиц — Марк Ролз
- Титус Уэлливер — Кайл Холлис
- Аманда Фуллер — Энн Эрли
- Мэйв Квинлен — Линн Грей
- Сара Кларк — Мэри Энн Фармер
- Джеффри Пирс — Рик Ларсон
- Джейсон Бех — Джон Флауэрс
- Иэн Гомес — Том Сантос
- Макс Гринфилд — Брэдли Слоун
- Дебора Энн Уолл — Нэнси Вишински
- Джонатан Бэнкс — Натан Грей
- Кайл Галлнер — Зак Саттер